# Ірса Сігурдардоттір
Заголовок цієї статті — це ісландське ім'я, де Ірса — особове ім'я, а Сігурдардоттір — ім'я по батькові. 
Ірса Сігурдардоттір (ісл. Yrsa Sigurðardóttir; нар. 24 серпня 1963, Рейк'явік) — ісландська письменниця. Дебютувала в 1998 році як авторка прози для дітей, пізніше почала писати детективи. Одружена, має двох дітей, працює інженером-будівельником.

## Твори для дітей
- Þar lágu Danir í því (1998)
- Við viljum jólin í júlí (1999)
- Barnapíubófinn, Búkolla og bókarræninginn (2000)
- B 10 (2001)
- Biobörn (2003)

## Детективні романи
- Þriðja táknið (2005)
- Sér grefur gröf (2006)
- Aska (2007)
- Auðnin (2008)
- Horfðu á mig (2009)
- Brakið (2011)
- Freyja & Huldar
- DNA (2014)
- Sogið (2015)
- Aflausn (2016)
- Gatið (2017)
- Bruðan (2018)
- Ég man þig (2010)
- Kuldi (2012)
- Lygi (2013)